# La Gazette Drouot
Pour les articles homonymes, voir Drouot (homonymie).
La Gazette Drouot (anciennement La Gazette de l'hôtel Drouot) est une revue hebdomadaire française créée en 1891 par Maître Charles Oudart et consacrée aux ventes aux enchères publiques et au marché de l’art.

## Historique
Avec le développement de la presse écrite et de la publicité des enchères au cours du XIXe siècle, sont créées plusieurs revues spécialisées dans le domaine des ventes aux enchères, d'abord parisiennes puis nationales. Ce sera le cas de La Gazette de l'Hôtel Drouot et du Moniteur des ventes.
Les 13 premiers numéros de la revue (du 8-9 au 22-23 février 1891) furent publiés sous le titre L'Hôtel Drouot  (ISSN 1169-2286) ; ce n'est qu'à partir de son numéro 14, du 24 février, qu'elle prit le nom de Gazette de l'Hôtel Drouot  (ISSN 1169-2294). Avec l'arrivée d'Internet, son nom est simplifié à partir de juin 2009, en La Gazette Drouot.
D'abord quotidienne, la revue est publiée trois fois par semaine entre février 1896 et mai 1945, avant de finalement devenir hebdomadaire.

## Contenu éditorial
La revue se divise en deux parties :
- Le marché de l'art :
  - Recense les ventes aux enchères en Île-de-France, en région et dans le monde ;
  - Place à la une la vente de la semaine qui présente un aspect remarquable ;
  - Traite de certains domaines précis du marché ;
  - Diffuse les publicités des maisons de ventes ;
  - Publie les résultats des ventes.
- Le monde de l'art :
  - Recense les événements dans le monde des Arts plastiques : expositions, salons, etc. ;
  - Interroge des personnalités artistiques ;
  - Publie les petites annonces relative au marché de l'art (offres d'emploi, restaurateurs, expertises, formations, etc.)

C'est aussi dans la revue que sont publiées les dates d'examens d'accession à la fonction de commissaire-priseur.

## Organisation
L'administration de l'hebdomadaire est composée :
- Propriétaire : Drouot Patrimoine ;
- Président du conseil d'administration : Me Georges Delettrez ;
- Rédacteur en chef : Sylvain Alliod.